# Zawór odciążony
Zawór odciążony - stosowany przy obciążeniu wrzeciona siłą powyżej 50 kN, w których nacisk czynnika utrudnia otworzenie zaworu. Zawory tego typu dzielimy na:
- Odciążone częściowo - mały grzybek odciążający jest umieszczony wewnątrz grzybka głównego. Otwarcie małego grzybka powoduje spadek ciśnienia nad grzybkiem i umożliwia jego podniesienie.
- Odciążone całkowicie - grzybek główny ma kształt dzwonu. Przy zamkniętym zaworze czynnik przepływa przez szczelinę między dzwonem a kadłubem do wolnej przestrzeni a z niej poprzez mały otworek w dzwonie do jego wnętrza. Umożliwia to powolne wyrównanie ciśnienia i otwarcie zaworu.